# Peñuelas
La municipalité de Peñuelas, sur l'île de Porto Rico (Code International : PR.PN) couvre une superficie de 116 km² et regroupe 20 399 habitants en 2020.